# Иван Грозный (телесериал)
«Иван Грозный» — российский телесериал режиссёра Андрея Эшпая, посвящённый истории царя Ивана Грозного (от предыстории его рождения, связанной с постригом первой жены Василия III, до последних дней его жизни).
Телесериал вызвал многочисленные критические отклики.

## В ролях
| Актёр                   | Роль                                               |
| ----------------------- | -------------------------------------------------- |
| Владислав Ветров        | Василий III                                        |
| Зоя Кайдановская        | Елена Глинская                                     |
| Александр Демидов       | Иван Грозный                                       |
| Иван Макаревич          | Иван Грозный в юности                              |
| Мария Шашлова           | первая жена Ивана Грозного царица Анастасия        |
| Светлана Мамрешева      | вторая жена Ивана Грозного царица Мария Темрюковна |
| Дарья Щербакова         | третья жена царя Марфа Собакина                    |
| Михаил Филиппов         | митрополит Макарий                                 |
| Александр Андриенко     | Андрей Старицкий                                   |
| Евгения Симонова        | Ефросинья Старицкая                                |
| Роман Артемьев          | Владимир Старицкий                                 |
| Василий Бочкарёв        | протопоп Сильвестр                                 |
| Валерий Никитин         | митрополит Филипп                                  |
| Вячеслав Ковалёв        | Малюта Скуратов                                    |
| Вячеслав Баранов        | Иван Шуйский                                       |
| Сергей Удовик           | Андрей Шуйский                                     |
| Сергей Дрейден          | Антонио Поссевино                                  |
| Леонид Мозговой         | дядя Михаил Глинский                               |
| Виталий Гребенников     | Михаил Глинский                                    |
| Сергей Юшкевич          | Юрий Глинский                                      |
| Виктор Запорожский      | Алексей Басманов                                   |
| Дмитрий Мурашёв         | Фёдор Басманов                                     |
| Александр Воробьёв      | палач                                              |
| Евгений Цыганов         | палач                                              |
| Константин Милованов    | Юрий Кашин                                         |
| Степан Морозов          | Михаил Репнин                                      |
| Александр Ивашкевич     | Андрей Курбский                                    |
| Один Ланд Байрон        | английский посол Аврора                            |
| Алексей Фатеев          | окольничий Головин                                 |
| Андрей Гусев            | боярин Горенский                                   |
| Константин Константинов | боярин Тучков                                      |
| Эдуард Трухменёв        | Иван Овчина-Телепнев-Оболенский                    |
| Владимир Лаптев         | митрополит Иоасаф                                  |
| Иван Жидков             | Фёдор Воронцов                                     |

## Производство
Официально производство фильма началось в феврале 2007 года, но к съёмкам приступили в январе 2008 года и завершили в августе того же года. Премьера телесериала состоялась на канале Россия 12 мая 2009 года.
Для съёмок было создано множество костюмов по образцам XVI века.
В отношении декораций отмечают[кто?]: «С исторической архитектурой было сложнее: подлинных памятников XVI века осталось мало. И всё же подбор натуры и постройка декораций осуществлялись по строгому принципу соответствия описываемому историческому моменту. А это было время красного кирпича, аскетизма и довольно узкого пространства». Многие сцены снимались на территории Крутицкого подворья.

## Критика
По мнению кинокритика Сергея Цыркуна, в сериале Эшпая, который нельзя относить к историческому кино, Иван Грозный показан как человек эпохи Возрождения, «московский Иоганн Фауст». Телекритик Юрий Богомолов считает, что герой Эшпая остался в тени фильма Сергея Эйзенштейна. Кинокритик Екатерина Сальникова видит в сериале неудачную попытку показать противоречивого героя. Доктор исторических наук Игорь Фроянов, который считает Ивана Грозного одним из великих правителей России, отмечает в сериале исторические неточности и называет его «либеральной поделкой».
Рейтинг сериала составил 8,4 % при доле 22,3 %, при этом он обогнал сериал «Охота на Берию», который транслировался в то же время на Первом канале (рейтинг 7,9 % при доле 20,7 %.).